# باشگاه فوتبال موریرنز
باشگاه فوتبال موریرنز پرتغال (به پرتغالی: Moreirense Futebol Clube) یک باشگاه فوتبال در پرتغال است. این باشگاه در ۱ نوامبر ۱۹۳۸ بنیان‌گذاری شد و در لیگ برتر فوتبال پرتغال بازی می‌کند و ورزشگاهی با ۶٬۰۰۰ نفر گنجایش‌دارد.